# Ckm wz. 25 Hotchkiss
La Ciężki karabin maszynowy wz. 25 Hotchkiss (in lingua polacca: mitragliatrice pesante modello 1925), abbreviato in Ckm wz. 25, era una versione della mitragliatrice francese Hotchkiss Mle 1914, prodotta in calibro 7,92 Mauser su richiesta dell'esercito polacco tra il 1924 ed il 1925. Non fu un'arma di successo, in quanto la modifica era superficiale e l'arma mal si adattava alla diversa munizione, con conseguente scarsa precisione ed eccessivo surriscaldamento della canna. L'arma pertanto fu rapidamente ritirata dall'unità di fanteria di prima linea ed inviata alle unità di artiglieria ed al Korpus Ochrony Pogranicza, la guardia di frontiera polacca. Infine, previa sostituzione della canna, venne impiegata per equipaggiare carri armati e veicoli blindati, utilizzati durante la campagna di settembre 1939. Parte delle armi di preda bellica furono riutilizzate dalla Wehrmacht con la denominazione 7,9 mm sMG 238(p).

## Storia
Alla fine della prima guerra mondiale l'esercito polacco schierava una grande varietà armi di piccolo calibro, ottenute sia dalle forze dell'Intesa che dagli Alleati. Dopo gli scontri di confine del 1918-1921, si decise di standardizzare armamenti e calibri.
Nel 1921, la Conferenza degli Ambasciatori decise di concedere alla Polonia la Città Libera di Danzica, dove si trovava la fabbrica di armi ex-tedesca Königliche Gewehrfabrik. Come risultato di questi sviluppi, si decise che il fucile d'ordinanza dell'esercito polacco sarebbe stato Mauser Gewehr 98 e, di conseguenza, la sua cartuccia 7,92 × 57 mm Mauser sarebbe diventata la munizione standard polacca.
L'adozione della cartuccia 7,9 mm Mauser comportò un problema di compatibilità con le mitragliatrici allora in servizio. L'unica mitragliatrice ad impiegare questa munizione allora era la MG 08, ma la Polonia disponeva di pochi esemplari mal ridotti e non poteva importarne di nuovi a causa del divieto di riarmo della Germania. Le altre mitragliatrici possedute in gran numero dall'esercito (Schwarzlose M.07, Maxim M1910, Vickers M.09 e Hotchkiss Mle 14) erano camerate per altre munizioni. Solo la Maxim M1910 poté essere adattata alla nuova munizione, ottenendo la Maxim wz. 10/28, mentre gli altri modelli dovevano essere ritirati e sostituiti da una nuova arma.
Nel 1924, su pressione dello stato maggiore filo-francese, come nuova mitragliatrice dell'esercito polacco venne selezionata la Hotchkiss Mle 14 modificata per la munizione tedesca. A cavallo tra 1924 e 1925, le autorità militari ordinarono alla società Hotchkiss 1.250 mitragliatrici e condussero colloqui per ottenerne la produzione su licenza in Polonia. Le nuove mitragliatrici, con canna leggermente più corta e calibro 7,9 mm, ricevettero la denominazione polacca wz. 25.
Nell'estate del 1926, presso la Scuola centrale dell'esercito di Toruń vennero condotte le prove a fuoco sull'arma, che mostrarono un certo numero di difetti, tra i quali il surriscaldamento della canna, che conduceva ad una rapida usura, nonché una significativa riduzione della precisione rispetto all'originale Mle 14. Questi difetti probabilmente si sarebbero potuti correggere in seguito all'impugnazione del contratto, ma dopo il Colpo di Stato di maggio del 1926 la fazione filo-francese dello stato maggiore risultò fortemente indebolita e venne abbandonata ogni possibilità di rinegoziazione dei contratti con la Hotchkiss.
L'annullamento dell'ordine riaprì la questione di una nuova mitragliatrice. Nel 1927 iniziò così una nuova procedura di gara, che portò alla selezione dell'arma statunitense Browning M1917A1. Tuttavia, a causa della cattiva esperienza avuta con l'acquisto della Browning wz. 1928 e grazie al fatto che i brevetti Colt in Polonia erano già scaduti e che i diritti della Browning in Polonia non era protetti, si decise di copiare direttamente senza licenza l'arma americana, entrata in servizio negli anni trenta come Ckm wz. 30.

## Impiego operativo
Inizialmente la Ckm wz. 25 doveva equipaggiare tutte le specialità dell'esercito polacco. Tuttavia, a causa delle carenze emerse, le armi furono ritirate dalle unità di prima linea di fanteria ed artiglieria e destinate ad impieghi di seconda linea. La fanteria provvisoriamente ricevette in sostituzione le vecchie Hotchkiss Mle 14 in calibro originale.
Infine le wz. 25, previa sostituzione delle canne, vennero utilizzate per equipaggiare i veicoli blindati polacchi, tra i quali i tankette TK-3 e TKS, le autoblindo Samochód pancerny wz. 28, wz. 29 e wz. 34, nonché la draisina blindata Tatra T18 ed alcuni carri armati Renault FT.
Tankette ed autoblindo così armate presero parte ai combattimenti del settembre 1939. Dopo la sconfitta, un certo numero di TK-3 e TKS di preda bellica fu riutilizzato dalla Wehrmacht, in parte riarmate con mitragliatrici leggere, in parte disarmate ed utilizzate come trattori d'artiglieria.
Le Ckm wz. 25 ritirate dalla prima linea furono fornite anche al 2º e 18º battaglione del Korpus Ochrony Pogranicza, la guardia di frontiera polacca, prima di essere definitivamente sostituita dalla Hotchkiss Mle 14.

### Ckm wz. 25 in mano tedesca
Dopo l'invasione tedesca del settembre 1939, la Wehrmacht catturò un gran numero di veicoli blindati polacchi. Le armi di cui erano equipaggiate vennero ribattezzate7,9 mm sMG 238(p).

## Tecnica
La mitragliatrice wz. 25 era una versione modificata della francese Hotchkiss Mle 14, raffreddata ad aria, azionata a sottrazione di gas, spillato da un foro laterale nella canna. Differiva dall'originale per la canna più corta (755 mm) e per gli adattamenti necessari alla nuova munizione. Queste modifiche riguardavano il sistema di alimentazione a nastro, la bocchettone di alimentazione, la camera di scoppio e l'otturatore.
Le prove effettuate in Polonia nel 1926 dimostrarono che questi cambiamenti non erano sufficienti: i solchi della rigatura della canna, progettata per la munizione francese 8 × 50 mm R Lebel, erano rimasti invariati e ciò determinava una significativa riduzione della precisione, poiché il diametro della munizione tedesca era inferiore di 0,1 mm e quindi la pallottola era instabile nel suo tragitto nella canna. Inoltre, la cartuccia da 7,9 mm generava una pressione massima più elevata, che comportava un aumento della cadenza di tiro e quindi dell'usura di percussore ed otturatore. La frequenza degli inceppamenti era alta, come l'usura dovuta all'uso di munizioni incamiciate in acciaio di produzione polacca.
Il peso dell'arma era di 23,8 kg, dei quali 9,9 kg costituiti dalla sola canna. Come risultato dell'accorciamento della canna, la lunghezza totale della mitragliatrice si riduceva a 1.289 mm. L'energia iniziale delle pallottole da 7,9 mm era di 4.516 J, mentre, a titolo di confronto, era di 2.873 J per quelle da 8 mm Lebel della Mle 14. Questo aumento dell'energia iniziale comportava un aumento della velocità alla volata a 840 m/s (contro i 670 m/s della Mle 14).
L'esercito polacco utilizzava per le sue mitragliatrici pesanti, sia Mle 14 che wz. 25, principalmente una base a tripode wz. 16, pesante 24 kg.
L'arma era alimentata da piastrine rigide di 30 cartucce o, per installazioni veicolari, da nastri semirigidi da 120 cartucce.